# Violent World: A Tribute to the Misfits
Violent World: A Tribute to the Misfits è un album di tributo al gruppo horror punk statunitense Misfits. Pubblicato nel 1997 dalla Caroline Records, contiene cover di alcune canzoni della formazione del periodo 1977 - 1983.

## Tracce
1. She (Snapcase) - 1:16
2. Astro Zombies (Pennywise) - 1:48
3. 20 Eyes (Shades Apart) - 2:26
4. TV Casualty (Tanner) - 2:23
5. Where Eagles Dare (Therapy?) - 2:29
6. London Dungeon (Prong) - 3:38
7. Death Comes Ripping (108) - 1:58
8. Mommy, Can I Go Out and Kill Tonight? (Bouncing Souls) - 1:58
9. Ghouls Night Out (Goldfinger) - 1:44
10. Horror Business (Deadguy) - 2:24
11. All Hell Breaks Loose (Sick of It All) - 2:16
12. Last Caress (NOFX) - 1:31
13. Earth A.D. (Earth Crisis) - 2:50
14. Return of the Fly (Farside) - 1:50